# ケジャン
ケジャン（게장/蟹醤/Gejang）は韓国・朝鮮料理の一つで、生のワタリガニを塩、漬け込みダレに漬けて熟成させた料理。

## 概要
漬け込みダレの違いにより、1990年代から韓国で流行し始めた醤油味のもの（カンジャンケジャン、간장게장）とヤンニョムを使った唐辛子味のもの（ヤンニョムケジャン, 양념게장）がある。通常、加温せず生のまま食べる。同料理はご飯が進むおかずであることから、パットドゥッ（ご飯泥棒）とも言われている。ワタリガニはメスなら冬から産卵前の5月から6月頃、オスなら7月から10月頃に穫れるものが美味とされるが、種類によって時期がずれる。また、それ以外の時期では急速冷凍されたものが使われる場合もある。韓国の各地の海鮮料理店や焼肉料理店などで提供されるほか、ケジャン専門店も存在する。百貨店の惣菜売り場や市場などでも販売されている。2021年12月20日、韓国政府統一部「専門執筆陣統一食膳レシピ」によると、日本で有名な韓国式カンジャンケジャンは北朝鮮にはない。 その代わり、北朝鮮式ケジャンの最大の特徴として「乾醤油」にある。 北朝鮮の異色食品である「乾醤油」は固体型醤油の形で、韓国ではまだない料理の材料。北朝鮮式ケジャンは煮ないで味を出すので、味と香りが豊かな醸造醤油を使うと良い。

## 歴史
朝鮮半島でケジャンを食べ始めたのは1600年代頃と推定される。 圭合叢書、周房門、信義全書などでは、ケジャンに関する記録がある。 「カニ」は、丸ごと足を踏み入れるだけで簡単に手に入れることができ、食べ物を手に入れるのが難しくても、家ごとに「醤油」は漬けることができたため、ケジャン料理がありふれたものだったのだ。 これに対し、当時はカニの塩辛と呼ばれた。 カンジャンケジャンと呼ばれるようになったのは、38度線以南の韓国で1990年代にヤンニョムケジャンが人気を得てからだ。 ヤンニョムケジャンは「カニの和え物」だが、人々が「ヤンニョムケジャン」と呼ぶと、既存のケジャンは結局カンジャンケジャンになった。 カンジャンケジャンの商業化は、数人の韓国の芸能人が自分の名前を掲げてカンジャンケジャン事業をしてからだ。 代表的にタレントの金スミ。 韓国の芸能人たちがカンジャンケジャン事業をしながらカンジャンケジャンに対する関心が集中し、これにカンジャンケジャン飲食店もできてカンジャンケジャンの消費はより一層促進された。 ところが、このようなカンジャンケジャンが21世紀に入って全世界的に人気を得ている。 特に日本では認知度がかなり高い食べ物である。 日本人がカンジャンケジャンに注目した理由は、醬油、飯、海産物を食べる文化が似ているからだ。それとともに、日本国内では不慣れな方式の食べ物でもあり、 冬のソナタブームが起きてから韓国を訪れた日本人が飲食店でカンジャンケジャンを食べるのが一つのコースになった。 そのため、ソウルのカンジャンケジャンの飲食店の一部は、最初から日本人をターゲットにし、日本語のサービスを提供している。21世紀からはアメリカ合衆国、西欧などでもカンジャンケジャンが知られ、韓国を訪問すればカンジャンケジャンを食べるのがよくあるコースになった。